# 真田清鏡
真田 清鏡（さなだ きよあき）は、戦国時代の武将。

## 生涯
真田幸綱（幸隆）の庶子とされる。
真田幸綱が領地を追われ、上野亡命中の天文10年（1541年）、幸綱は海野幸全の下に寄宿するが、その際、幸全の娘に男児である清鏡を産ませたと言う話が残っている。真実であれば、真田兵部昌輝の兄、信綱の弟になるため、本当は幸綱の次男となる。真田清鏡はその後、羽黒山の修験者となり、羽黒山醍醐坊の開山となったようである。
天正19年（1591年）、豊臣秀吉の奥州仕置に際し、不満を持った南部一門の九戸政実・実親兄弟が南部宗家に対して興した九戸政実の乱に際しては、四戸家の南部利直を支援した。その恩賞として、南部利直から霞廻りの際に名主の家に宿泊出来る特権を得た。しかし慶長4年（1599年）に南部家と南部城中に宿泊時にささいな行き違いに憤って切腹。城門に腸を叩きつけたと言う。
醍醐坊は子孫の七郎右衛門が継ぎ、南部利直は清鏡荒神社を創建して清鏡の霊を祀ったと言われる。清鏡の墓は羽黒山奥之院の荒沢寺と羽黒山麓の金剛寺院にあると言う。

## 母に関して
羽尾幸全の娘は幸綱の正室だったとする説があり、『羽尾記』にはその記録もある。ただし柴辻俊六は根拠に弱いとしている。